# 후안 마누엘 판히오

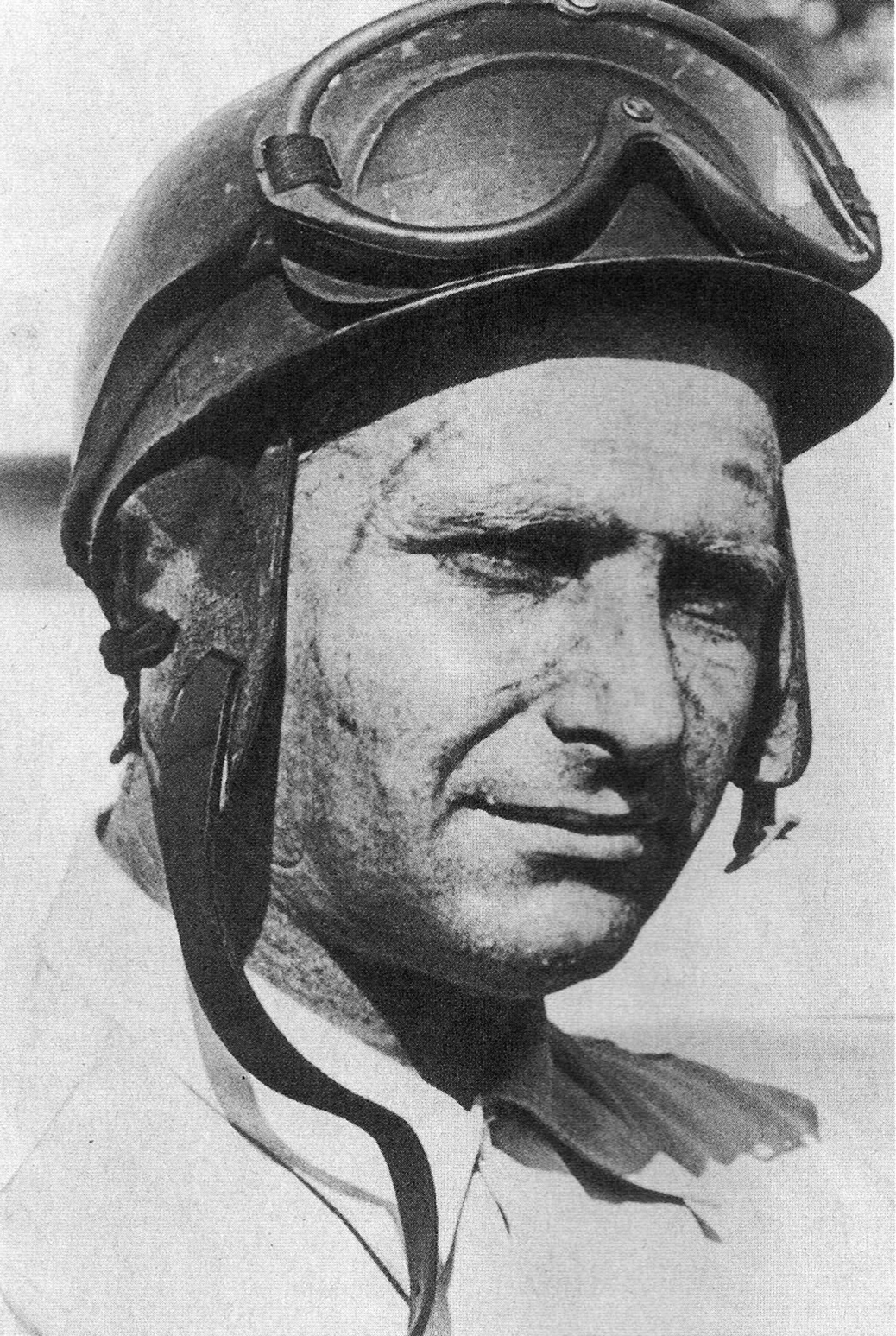
후안 마누엘 판히오

후안 마누엘 판히오(Juan Manuel Fangio, 1911년 6월 24일~1995년 7월 17일)는 포뮬러 원 경주의 처음 10년을 지배했던 아르헨티나 출신의 레이싱 카 선수이다. 그는 포뮬러 원 월드 드라이버 챔피언십을 5번 우승하였다. 수많은 사람들은 그를 가장 위대한 F1 드라이버 가운데 한 명으로 여기고 있다. 그는 아르헨티나 그랑프리에서 우승한 유일한 아르헨티나 선수이다.